# Sezione Propaganda FIGC
La Sezione Propaganda era un ente periferico della F.I.G.C. che organizzava e gestiva i campionati provinciali alle dipendenze dei Direttori di Zona F.I.G.C.

Le nomine dei dirigenti, un presidente, un segretario e i componenti di cui 2 di nomina federale e uno o più membri aggiunti in proporzione al numero delle società affiliate, preposti alla conduzione dei Direttori Locali di Sezione Propaganda era prerogativa del presidente del Direttorio Federale ovvero del luogotenente generale Giorgio Vaccaro (presidente dal 1933 al 1943).
I campionati organizzati dalla Sezione Propaganda si chiamavano:
- Prima categoria (limite di età 21 anni non compiuti il 1º agosto di ogni anno;
- Seconda categoria (limite di età a seconda del periodo, vedere nel paragrafo "Storia");
- Ragazzi (dai 14 anni compiuti ai 17 non compiuti il 1º agosto di ogni anno.

I campionati della Sezione Propaganda non davano promozioni ai campionati regionali FIGC di Prima e Seconda Divisione, ovvero chi voleva iscriversi ai campionati regionali doveva partire sempre dal livello più basso (Seconda Divisione) salvo deroghe concesse dal Direttorio di zona (come all'epoca si chiamavano gli attuali Comitati Regionali).

## Storia
La Sezione Propaganda è la conseguenza della trasformazione dell'ex ULIC a seguito di importanti eventi politici italiani.
La rinuncia di molte società a iscriversi ai campionati, a causa della partenza di molti giocatori che seguirono Mussolini nella Guerra d'Etiopia, portò al ridimensionamento dei campionati uliciani da parte della Presidenza Federale che li trasformò in "Sezione Propaganda" togliendo definitivamente la voce "U.L.I.C." da tutti i documenti ufficiali cambiando i "Comitato Locale U.L.I.C." in "Comitato Sezione Propaganda".
La F.I.G.C. per mantenerli in vita dovette cambiare i limiti di età della 2ª Categoria portandoli da 21 a 25 anni non compiuti al 1º agosto di quell'anno. In questo modo i giocatori che non avessero trovato una società federata che li tesserasse potevano accasarsi a livello locale e disputare i campionati della Sezione Propaganda, naturalmente a scapito della qualità del gioco visto che le società federate non li avrebbero mai svincolati se non fossero stati validi per vincere il campionato federale con la prima squadra o con la squadra riserve.
All'inizio della stagione 1935-36 i "Comitati di Sezione Propaganda" diventano "Direttori di Sezione Propaganda" perché il regime deve ricondurre ad una denominazione "forte" tutte le dirigenze di tutte le organizzazioni sportive nazionali.
La guerra è appena iniziata e la perdita di società e giocatori si è notevolmente accentuata. Le iscrizioni ai campionati di Sezione Propaganda vengono chiuse dopo la fine di dicembre/primi di gennaio e sono molti i Direttori che per completare le iscrizioni ai campionati ed organizzare almeno un girone di 4 squadre (numero minimo per poter assegnare un titolo provinciale) sono costretti ad organizzare dei "campionati misti" ovvero composti sia da squadre di 1ª che di 2ª Categoria in modo da mettere in palio entrambi i titoli e mandare 2 finaliste alle finali regionali (se fossero riuscite a organizzare 2 gironi misti avrebbero fatto disputare 2 finali provinciali con le migliori classificate di ogni categoria).
Alla fine della guerra molte delle società rimaste inattive rinacquero, ma molte si iscrissero ai campionati federali sfruttando l'incentivo a iscriversi in Prima Divisione anziché partire dalla Seconda Divisione. Molte altre, ex squadre federali, si affiliarono invece ai Direttori di Sezione Propaganda che tra il 1937 e il 1940 conobbero un notevole sviluppo.

In un discorso verbalizzato all'Assemblea delle Società di Sezione Propaganda tenutosi a Milano il 17 ottobre 1937 il Segretario della F.I.G.C. Ottorino Barassi mise a nudo le contraddizioni di un movimento calcistico che lui giudicava impazzito.
Il movimento calcistico delle grandi città era fatto da cinque, sei, sette squadre a un certo livello e altre otto/dieci a un livello inferiore. Non erano presi in considerazione quei gruppetti di giovani che giocavano in Piazza d'Armi senza alcuna pretesa senza palloni e non creavano problemi alle forze dell'ordine. Il giocare in periferia non richiedeva il possesso di un campo, delle scarpe da calcio, di una maglia e di un presidente. Tutte le altre necessità sono venute dopo.
Quando il Regime ha stabilito che doveva esserci un presidente, ecc. sono iniziate le trasformazioni. Alcuni scrittori di cose calcistiche, vivisezionatori della S.P., non hanno mai capito che la ragione delle trasformazioni era al di fuori dell'ambiente calcistico e proveniva dalla trasformazione della vita nazionale. Questo movimento calcistico era cittadino, riunioni calcistiche disciplinate in una città dove il trasporto più caro era il tram. Si giocava in qualunque ora della giornata, ore extra lavorative, utilizzando al massimo i pochi campi a disposizione effettuando pochi trasferimenti, perché il tempo necessario per spostarsi era meno importante di quello di gioco.

Se questo movimento fosse rimasto come era in Milano e in Torino non sarebbe degenerato. Ma la degenerazione è venuta perché l'ULIC ha voluto trovare proseliti ed è andato a cercarli anche nei piccoli centri. E allora il movimento non ha potuto più trovare la stessa fisionomia delle grandi città, dove ci sono cento squadre della S.P.. Nelle piccole città, nelle campagne le condizioni di vita sono profondamente differenti. Quindi nel suo stesso seno la S.P. ha trovato gli elementi per portarsi una trasformazione. E in questo suo lavoro essendo stata gomito a gomito con il movimento federale (caratteristico della provincia e non delle città) ha finito per accavallarsi e creare il danno del movimento della Propaganda e Federale.
La conseguenza è stata che mentre la ULIC delle città con i suoi scarsi bisogni economici, con la grande attività e il gran numero di seguaci, aveva una naturale selezione anche in ordine al valore tecnico, nel piccolo centro questo movimento non ha più trovato la sua posizione nel rapporto col vicino; il tram è scomparso ed ha dovuto essere sostituito dal treno. Il fatto di essere la squadra unica del luogo ha cominciato anche a impegnare il concetto di rappresentanza del luogo. Mentre l'ULIC di una grande città era essenzialmente sport da praticarsi e non da vedersi, la S.P. dei piccoli centri è diventata, in quel luogo, uno sport da spettacolo, da vedersi. E lo sport di spettacolo è caratteristica dell'attività federale.

Non è per quello che è sorta la Sezione Propaganda. Perché il nostro sport non ha una fisionomia unica, non può e non lo deve avere. Ha due caratteristiche essenziali: è lo sport dell'attore nella squadra minore del grande centro, è lo sport che interessa quelli che vedono le squadre dei centri piccoli.
Se voi pensate che una gara come quelle di oggi può avere ventimila e anche più spettatori, l'uno per mille è la funzione dell'attore rispetto allo spettatore, mentre viceversa al movimento uliciano era dato tutto all'attore, e non aveva nessuno spettatore o quasi.»
Lo stravolgimento dei valori per questo importante dirigente federale era troppo evidente e il danno arrecato all'attività federale notevole visto che...
E prosegue con
I problemi sono molti e dall'analisi fatta da Ottorino Barassi emerge il problema più importante: a condizionare e cambiare lo sport è la vita di tutti i giorni ma soprattutto le scelte politiche fatte dal Regime. Però di tutto questo Barassi non fa autocritica, perché fu lui uno dei propugnatori al cambiamento che nel 1934 ha obbligato la Federazione a togliere l'ex U.L.I.C. ai giovani per trasformare i campionati in qualcosa che oggi possiamo paragonare ad un "torneo aziendale" dove troppo spesso gli ex giocatori di Serie B e C trovarono subito un posto fisso offerto da un mecenate/presidente e un cospicuo premio per vincere il campionato di 2ª Categoria.

### La guerra e altri problemi
Nel maggio 1940 molti giocatori partirono per il conflitto, e per molte società fu la fine anticipata della stagione sportiva "per causa di forza maggiore" ovvero per la chiamata alle armi non prevista o quasi.
Molti campi di calcio, chiusi perché le società calcistiche sospendevano l'attività sportiva, venivano dalle autorità fasciste riciclati come orti di guerra, coltivando ortaggi oppure il grano.

Per la maggior parte dei campionati nei Direttori S.P. di provincia fu tutto sospeso fino al 25 aprile 1945, mentre per i capoluoghi più grossi, dove il campo sportivo era quello utilizzato da una squadra partecipante da una squadra di Serie A, B e C che disputarono campionati regolari fino alla stagione 1942-43, si riuscì a giocare anche il Campionato di Guerra 1943-44 e i Tornei Benefici del 1944-45 ovvero a Torino, Milano, Genova e molte altre città del nord Italia mentre al sud i campionati ripresero subito dopo l'arrivo delle truppe alleate.

### Ritornano i campionati
La ripresa del dopo-guerra fu immediata. Anche i pochi Tornei Benefici, terminati ai primi di luglio 1945, videro la partecipazione di molte squadre della Sezione Propaganda rimaste attive durante entrambe le stagioni anche se i propri Direttori erano rimasti chiusi. Alla riapertura dei nuovi "Comitati di Sezione Propaganda", a cui era stata tolta l'iniziale parola "Direttori", tutte le società affiliate tornarono ad eleggere democraticamente i propri rappresentanti e nel 1946 il Rappresentante Regionale della Sezione Propaganda.
Il clima euforico della fine della guerra sommato alla riorganizzazione dell'attività ufficiale fu il fattore determinante del boom delle iscrizioni ai campionati regionali federali di Prima Divisione. Per molte società spinte da nuovi "ricchi" mecenati, che misero mano a portafogli pieni di banconote da mille troppo spesso frutto di illeciti guadagni in ambito borsa nera, si spalancò la nuova ribalta a cui presero parte moltissimi giocatori che preferirono i facili guadagni nei campionati regionali mentre altri giovanissimi prendevano il loro posto nei campionati Misti di Serie A-B della Lega Nazionale Alta Italia e Centro-Sud.

Fu proprio grazie a molti mecenati che diverse società sportive nacquero oppure emersero dall'anonimato della Sezione Propaganda anche se fondate 20 o 30 anni prima, cambiando denominazione, eliminando tutto ciò che del passato fascista si poteva occultare, dando alle società una nuova data di nascita mentre i vecchi "Campi Sportivi del Littorio" diventavano i moderni "Comunali".
Di fronte ai gravi problemi derivati dalla fine del conflitto (difficoltà di spostamento e campi sportivi danneggiati o da recuperare rimettendo a posto il terreno reduce da coltivazione) la F.I.G.C. per 4 stagioni accettò i vecchi campi della Sezione Propaganda e successivamente stabilì una percentuale di tolleranza del 4% sulle misure minime ammesse per l'omologazione (86,40x48 invece di 90x50).
La riorganizzazione della Sezione Propaganda fu cosa più lenta, i loro campionati in passato erano sempre partiti con 2 mesi di ritardo ed in ogni caso le forze assorbite dalla F.I.G.C. furono tali che molti dei protagonisti degli anni ante guerra fecero disputare i campionati di 1ª e 2ª Categoria alle proprie squadre riserve.
Quando a Ottorino Barassi eletto quale Presidente nel 1946 si prospettarono le nuove cifre del bilancio di fine stagione 1945-46 una cosa saltò subito evidente: i problemi del passato non erano stati risolti ma soprattutto i giovani erano fuggiti verso i campionati federali lasciando nella S.P. i ragazzi troppo giovani e le "vecchie" glorie che passavano i 30 anni e che nulla a loro avrebbero concesso.

### Nasce la Lega Giovanile
La stagione 1946-47 non subì grossi cambiamenti, le Leghe Regionali alla seconda cospicua valanga di iscrizioni proposero alle società la possibilità di optare per il campionato di Prima Divisione oppure di iscriversi al ripristinato campionato di Seconda Divisione organizzato su base regionale.

Come già fatto la stagione precedente le vincenti i campionati della Sezione Propaganda disputarono i titoli regionali di 1ª e 2ª Categoria mentre i Ragazzi vincenti il campionato provinciale disputarono le finali delle Leghe Regionali ed in seguito furono avviati dalla F.I.G.C. a giocare le finali per il titolo nazionale.
Le società affiliate alla Sezione Propaganda già pregustavano l'assegnazione dei contributi F.I.G.C. e montavano le aspettative per un miglioramento del campionato sulla falsariga dei vecchi campionati uliciani quando, il Presidente Ottorino Barassi indisse un'Assemblea Nazionale per la costituzione della Lega Giovanile FIGC che si tenne a Perugia il 15 settembre 1947.

In assemblea le società che volevano mantenere lo status quo furono messe in minoranza e i delegati approvarono la proposta di cambiamento che portava all'istituzione delle categorie
- Ragazzi, nati tra il 1º gennaio 1930 e il 31 dicembre 1932;
- Juniores, nati tra il 1º gennaio 1927 e il 31 dicembre 1929.

Alle squadre della ex Sezione Propaganda non furono date molte possibilità di scelta: o partecipare ai campionati provinciali giovanili oppure iscriversi ai campionati regionali partendo dalla Seconda Divisione.
Il vincolo dei giocatori rimaneva annuale. Per i giocatori più anziani fuori dai limiti di età approvati che non vollero esplicitamente partecipare ai campionati di Seconda Divisione fu in seguito proposta la creazione della categoria Amatori, senza limiti di età che avrebbe avuto un campionato proprio, con assegnazione del titolo regionale, non vincolato ai meccanismi di promozione e retrocessione così come in passato era stato fatto per i campionati U.L.I.C. e S.P. Il campionato fu organizzato fino alla stagione 1951-52 e, avendo gli ultimi Commissariati rinunciato a organizzarlo a livello provinciale facendo confluire le residue società nella Seconda Divisione, fu definitivamente soppresso.

### Giornali sportivi
- Il Littoriale, dal 1934 al 1943 consultabile sul sito Emeroteca del C.O.N.I.
che ha pubblicato i comunicati ufficiali dei Direttori di Sezione Propaganda di tutto il Lazio mentre nell'edizione Sud, conservata presso la Biblioteca Universitaria di Padova (anni dal 1934 al 1938), sono presenti trascritti i documenti di Campania, Puglie, Calabria e Sicilia;
- Gazzetta dello Sport, stagioni dal 1934 al 1943, (quotidiano sportivo microfilmato) consultabile presso le Biblioteche:
  - Biblioteca Civica di Torino;
  - Biblioteca Nazionale Braidense di Milano,
  - Biblioteca Civica Berio di Genova,
  - Biblioteca Nazionale Centrale di Firenze,
  - Biblioteca Nazionale Centrale di Roma.
Della Gazzetta sono presenti sul microfilm 4 diverse edizioni (Nord-Triveneto-Centro e Sud) che hanno pubblicato nelle pagine di giovedì venerdì e sabato stralci e/o riproduzioni complete dei comunicati emessi dai principali Direttori Provinciali e Locali di tutte le regioni italiane.

### Altre pubblicazioni ed archivi dati
- 75º anniversario di fondazione 1925-2000 - Comitato Provinciale di Monza F.I.G.C. L.N.D. S.G.S., edito dal Comitato Provinciale di Monza, ricerca storica e testi a cura di Nicola Pascale - Monza, maggio 2000.
- Documenti ufficiali F.I.G.C. del Comitato Regionale Lombardia, conservati nel proprio Archivio Storico presso la sede del C.R.L. in via Pitteri 95/2 a Milano (Tangenziale Est Milano uscita Rubattino).